# Заянчківський Дмитро Пилипович
Дмитро Пилипович Заянчківський (псевд. — Д. Заїнчківський; (4 (17) серпня 1902, с. Стадниця, Тетіївський район, Київська область — осінь 1943, під Києвом) — український дитячий письменник, педагог.

## Життєпис
Закінчив учительську семінарію, Київський інститут професійної освіти (1932). Навчався в аспірантурі Київського педагогічного інституту. У 1920-х роках учителював у селі Мончин (нині Погребищенський район, Вінницька область), де організував хату-читальню, хор і драматичний гурток. Згодом викладав у Київському артилерійському училищі.
Член Спілки селянських письменників «Плуг».
Учасник Другої світової війни. Загинув у бою під час форсування Дніпра.

## Творчість
Автор п'єси про дитячі роки Тараса Шевченка «Тарасик» (Х.; К., 1925), оповідання для дітей про шкоду тютюнопаління «Лютий ворог» (Х., 1926; Х.; К., 1930), повісті «Біданівські школярі» (Х., 1931), присвяченої шкільному життю і колективізації. Публікував нариси, статті з питань розвитку української дитячої літератури.

## Родина
Брат — І. Заянчківський.